# Gabon Télévision
Gabon Télévisions est une chaîne de télévision généraliste gabonaise de service public.

## Histoire de la chaîne
Émanation de la Radiodiffusion-Télévision Gabonaise, la chaîne de télévision RTG, de format généraliste, naît au mois de mai 1963, sous l'action du président Léon Mba, désireux de doter son pays de moyens de communication modernes. Sa mission est « Informer, éduquer et distraire ». Les premières émissions débutent au soir du 9 mai à 21 heures 30 par une série d'allocutions de responsables techniques et politiques (intervention de Robert Pontillon, directeur de l'Office de Coopération Radiophonique, de Raymond Triboulet, ministre français de la coopération et de Léon Mba, président de la république gabonaise), suivies d'un premier journal télévisé. 
La télévision gabonaise bénéficie à ses débuts d'un encadrement de la part de techniciens français, au nombre de neuf dans les années 1960, de cinq au cours de la décennie suivante. Dans le même temps, les techniciens gabonais viennent se perfectionner auprès d'institutions audiovisuelles ou de grandes écoles françaises (O.R.T.F., à l'instar de Jean Bernard DJODJI,qui fut l'un des premiers Techniciens Radio gabonais. institut national de l'audiovisuel, école internationale de Bordeaux), puis africaines (école supérieure des sciences de l'information de Yaoundé, notamment). 
Au cours des premières années de son existence, la télévision gabonaise émet pendant cinq jours par semaine un programme en noir et blanc limité à quelques heures. Aux programmes fournis par la France viennent progressivement s'ajouter des productions propres.
L'introduction de la couleur intervient de façon symbolique le 30 décembre 1975, anniversaire des 40 ans du président Omar Bongo. La fin des années 1970 voit se développer la diffusion de productions étrangères (principalement européennes et américaines), dont l'achat représente à cette époque le quart du budget de la chaîne. L'année 1977 marque un changement dans les habitudes télévisuelles des Gabonais avec la création d'un second canal, RTG 2, dont la réception reste limitée au début à la capitale Libreville et à sa périphérie. La première chaîne prend alors le nom de RTG 1.
Dans les années 1980 et 1990, RTG 1 bénéficie de la coopération des médias français (CFI) et britanniques (BBC entertainment), qui lui fournissent nombre de programmes, tout en développant ses propres productions.
De nombreux investissements visant à moderniser la chaîne et l'inscrire dans l’évolution des nouvelles technologies de l’information et de la communication sont concédés par l'État gabonais entre 2005 et 2010. Cela se traduit par la construction de la Maison Georges Rawiri, nouveau siège plus moderne de la Radio Télévision Gabonaise, ou la généralisation du traitement numérique des images et des sons en lieu et place de l’analogique.
En 2012, RTG 1 est rebaptisée Gabon Télévision.

## Identité visuelle
La mise en service du nouveau centre audiovisuel dans la Maison Georges Rawiri le samedi 16 août 2008 est marquée par le changement de l'identité visuelle de la RTG 1.

### Logos

Logo de la RTG 1 ( -2008)
Logo de la RTG 1 (2008-2012)
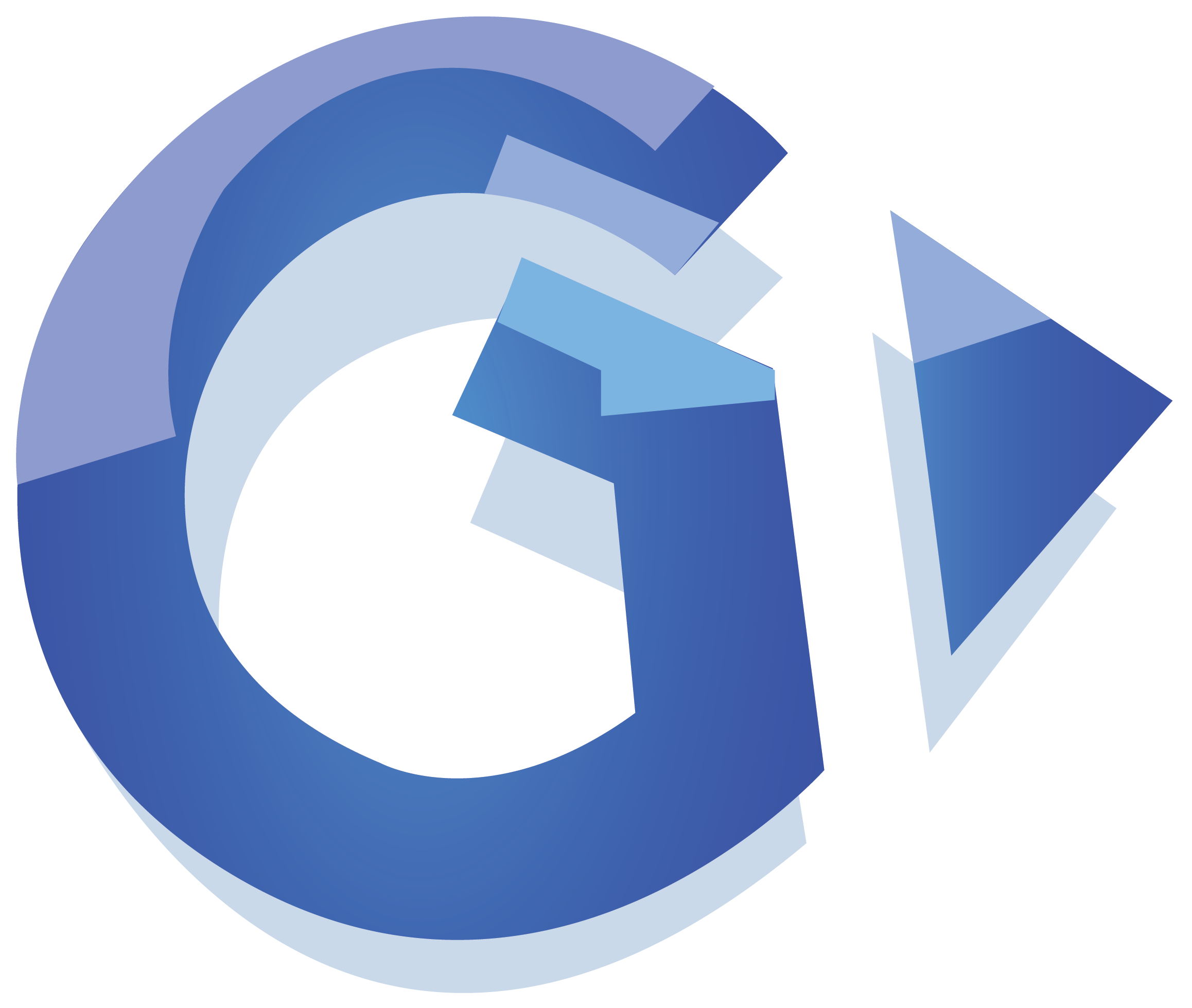
Logo Groupe Gabon Télévisions (2012)
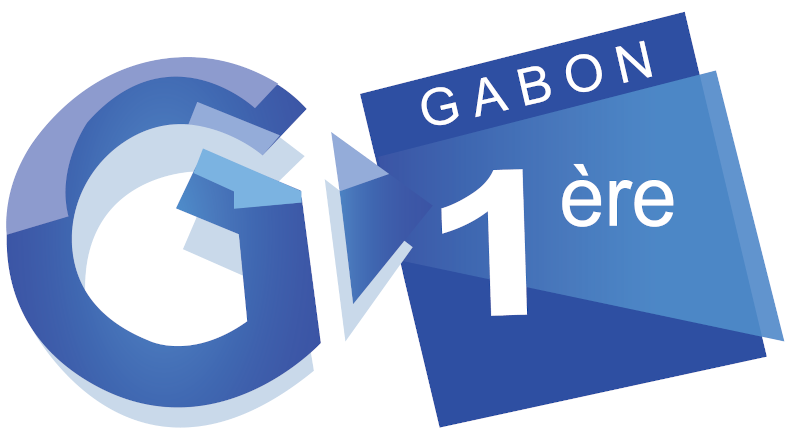
Logo Gabon 1ère (2015)

### Siège
L’actuelle maison de la Radio Télévision Gabonaise, baptisée maison Georges Rawiri, du nom du défunt président du Sénat gabonais et premier directeur de la Radio Télévision Gabonaise, a été inaugurée à Libreville le 1er décembre 2007 par le chef de l’État, El Hadj Omar Bongo Ondimba. Ce complexe de trois bâtiments a été exécuté par la société nationale de Chine des machines et des équipements d’import-export (CEMEC).
La maison de la RTG 1 est considérée comme le plus important investissement réalisé par le Gabon dans le domaine des médias depuis son indépendance en 1960. 

### Moyens
La télévision comporte deux studios, des moyens vidéo et de production et de postproduction avec automates de diffusion.

## Programmes
La grille des programmes de Gabon 1ère comprend principalement des séries, des dessins animés, des émissions de plateau (Espace jeunes, Midi à la une, Mbolo le Gabon, Toute la ville en parle...), des reportages, des variétés, des débats télévisés, des bulletins d'information et des films.

## Animateurs notables
Thierryl Mbina
Armand Akam
Georgia EWAGA
Nestor EKOMIE

## Diffusion
Gabon 1ère émet désormais 24 heures sur 24, principalement en français. Diffusée par voie hertzienne sur le territoire gabonais, par satellite en Afrique occidentale, elle n'est plus disponible depuis le 10 Octobre 2019, remplacée par la chaîne A+ en France via le Bouquet Africain sur Alice, Freebox TV, Orange TV et SFR.
Certains de ses programmes, notamment le journal télévisé, sont repris sur Africable, chaîne panafricaine disponible par satellite en Afrique et par ADSL en Europe. 